# Терапевтическое отделение больницы СКЖД
ЛОР-отделение дорожной больницы — ростовский памятник градостроительства и архитектуры. Расположен в Ленинском районе города на улице Варфоломеева. Здание построено в 1911 году в составе больничного комплекса, включающего в себя гинекологическое отделение, ЛОР-отделение, терапевтическое отделение и корпус аптеки. В композиционно-стилистическом решении объекта культурного наследия использованы приёмы и стилизованный кирпичный декор, характерные для так называемого «кирпичного стиля» – переходного периода от эклектики к модерну. В здании изначально находилось отделение больницы Ростово-Владикавказской железной дороги. Назначение эксплуатации сохранилось и до наших дней. С 1998 года зданию присвоен статус объекта культурного наследия России регионального значения.